# Birand Bingül

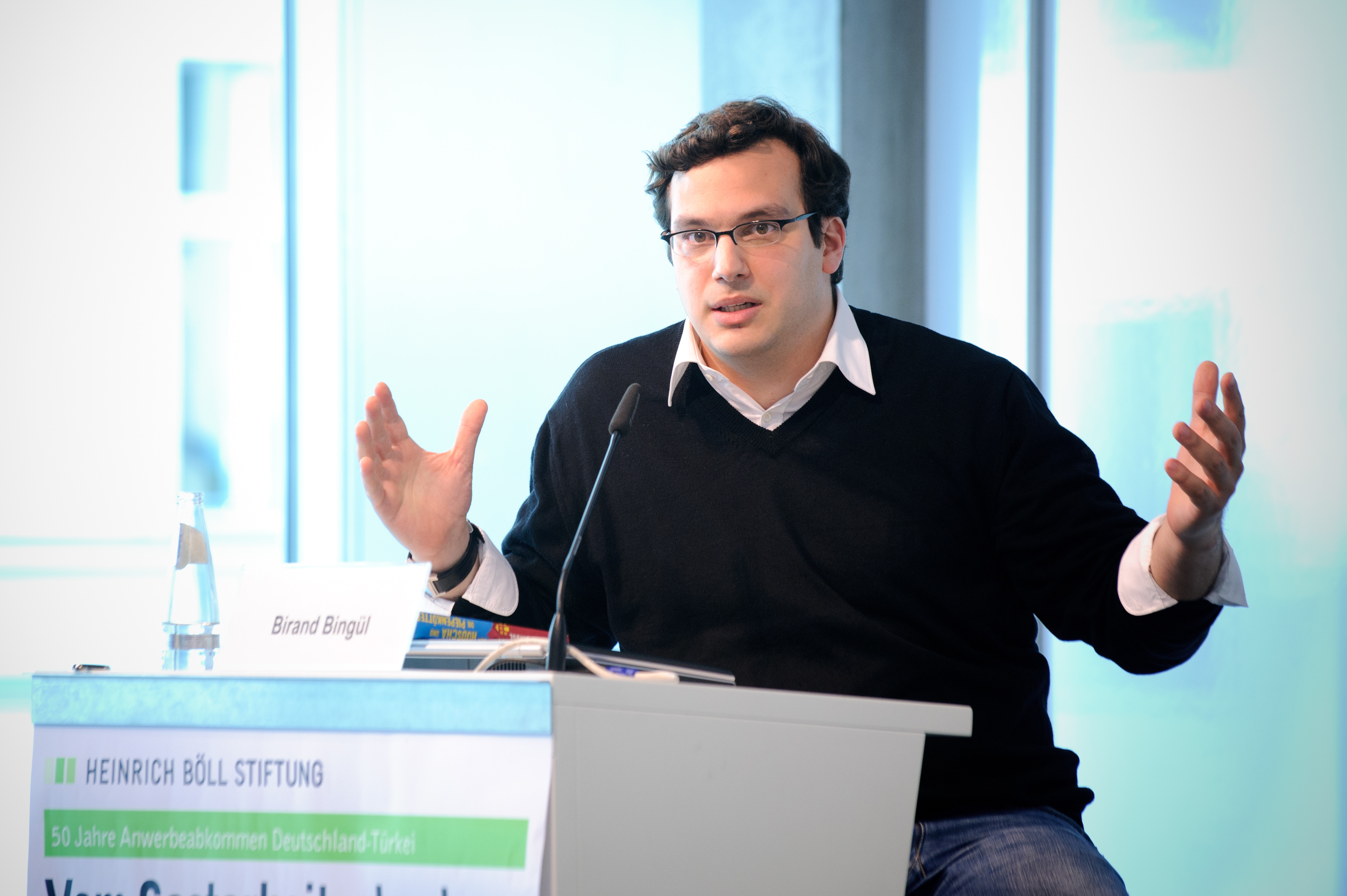
Birand Bingül, 2011

Birand Bingül (* 10. Juli 1974 in Wickede-Wimbern) ist ein deutscher Journalist und Schriftsteller.

## Leben
Bingül absolvierte ein Journalistik-Studium an der Universität Dortmund. Er arbeitete beim Westdeutschen Rundfunk (WDR) in Köln als Chef vom Dienst und als Reporter für die ARD-Tagesschau, Tagesthemen und Tagesschau Online. Von 2005 bis 2010 trat er regelmäßig als Kommentator in den Tagesthemen auf. Daneben veröffentlichte er gelegentlich in Printmedien, so 2007 den Artikel Deutschtürken, kämpft selbst für eure Integration! in der Wochenzeitung Die Zeit. Von 2010 bis 2014 war Bingül stellvertretender Unternehmenssprecher des Westdeutschen Rundfunks in Köln. Er leitete die Redaktion des Fernsehmagazins Cosmo TV und moderierte für Funkhaus Europa. Unter dem Eindruck der gefährdeten Meinungs- und Pressefreiheit in der Türkei entschloss sich Bingül im Jahr 2017, seine türkische Staatsbürgerschaft aufzugeben.
Bingül war Büroleiter des WDR-Intendanten Tom Buhrow. Er wurde am 1. Januar 2020 Leiter der ARD Kommunikation und stellvertretender Leiter der Hauptabteilung Intendanz des WDR. Seit 2022 ist er Geschäftsführer der Beratungsagentur Fischer-Appelt Advisors.
2002 veröffentlichte Bingül seinen ersten Roman Ping.Pong. über einen 27-jährigen Radiomoderator und begeisterten Tischtennisspieler, der in eine Lebenskrise gerät. Im Sachbuch Kein Vaterland, nirgends (2008) setzte er sich mit dem schleichenden Verlust des Zusammenhalts in Deutschland auseinander. Sein zweiter Roman, Der Hodscha und die Piepenkötter erschien 2011 und wurde 2016 von der ARD verfilmt. 2018 startete Bingül mit dem Riskante Manöver eine Krimi-Serie um die beiden Krisenkommunikationsprofis und Spindoktoren Mats Holm und Laura May.

## Veröffentlichungen
- Ping.Pong. Droemer Knaur, München 2002, ISBN 3-426-61523-1.
- Mit Aysegül Acevit: Was lebst Du? Jung, deutsch, türkisch – Geschichten aus Almanya. Knaur-Taschenbuch-Verlag, München 2005, ISBN 3-426-77797-5.
- Kein Vaterland, nirgends. Droemer, München 2008, ISBN 978-3-426-27453-8.
- Der Hodscha und die Piepenkötter. Rowohlt Polaris, Reinbek bei Hamburg 2011, ISBN 978-3-86252-015-2.
- Riskante Manöver. btb, München 2018 ISBN 978-3-442-71638-8.
- Riskante Rezepte. btb, München 2020 ISBN 978-3-442-71639-5.